# Joaquim Martins Correia
Joaquim Martins Correia (Golegã, 1910–1999) foi um professor e escultor português.
Pertence à segunda geração de artistas modernistas portugueses.

## Biografia/Obra

Mulher do povo, bronze dourado, altura 44 cm

Órfão desde pequeno, por morte dos pais, vitimados pela gripe pneumónica, ingressou na Casa Pia em Novembro de 1922, onde concluiu o curso industrial. Recebeu uma bolsa de estudo para frequentar a Escola de Belas Artes de Lisboa, onde se diplomou em escultura e onde viria a exercer atividade docente.
Foi professor do Ensino Técnico Profissional na Escola Rafael Bordalo Pinheiro, Caldas da Rainha (1936-1938), e em Lisboa, nas Escolas Marquês de Pombal (1938-1939), Machado de Castro (1939-1940), Afonso Domingues (1940-1941) e António Arroio (1941-1942).
Começou a expor no ano de 1938. Desde essa altura participou em inúmeras mostras coletivas: Exposição do Mundo Português, Lisboa (1940); Exposições de Arte Moderna do S.P.N./S.N.I.; diversos salões da Sociedade Nacional de Belas Artes; I e na II Exposições de Artes Plásticas da Fundação Calouste Gulbenkian, Lisboa (1957, 1961); etc.
A sua produção escultórica inclui diversos retratos (Ana Hatherly, Natália Correia, etc.). Entre as suas obras de estatuária podem destacar-se os monumentos a Camões (Goa) e a Garcia de Orta (Instituto de Medicina Tropical, Lisboa, 1958), onde o seu "sentido de estilização, marcado um amaneiramento de inspiração algo italianizante, por lembrança fiel dos anos 40", o levou a originais soluções decorativas "que alijeiram por vezes as suas figuras de solene compromisso oficial".
Além da escultura dedicou-se também à ilustração, desenho e pintura; em 1951, passou a colaborar nos fascículos de cultura Acto, onde António Quadros e Orlando Vitorino eram directores e tinham sido os fundadores, e foi o autor de painéis de azulejos na estação de metropolitano Picoas, Lisboa (1995).
Está representado em coleções públicas e privadas, nomeadamente: Museu do Chiado, Lisboa; Museu Soares dos Reis, Porto; Museu José Malhoa, Caldas da Rainha; Museu de Pintura e Escultura Martins Correia, Golegã; etc.  
Entre os prémios que recebeu podem destacar-se: Prémios Soares dos Reis (1942) e Manuel Pereira (1943 e 1948); Prémio Diário de Notícias (1957); etc. Foi agraciado com as insígnias de Oficial da Ordem da Instrução Pública (1957) e da Ordem Militar de Sant'Iago da Espada (Oficial em 1982 e Grande-Oficial em 1990).
Na comemoração do centenário do nascimento do escultor foi editado o livro de Gabriela Carvalho Martins Correia - Laureatus (2011); a publicação inclui dezenas de imagens de obras, uma fotobiografia, contribuições de Jorge Sampaio, Natália Correia, Marçal Grilo, Mário Soares e Urbano Tavares Rodrigues, entre outros.

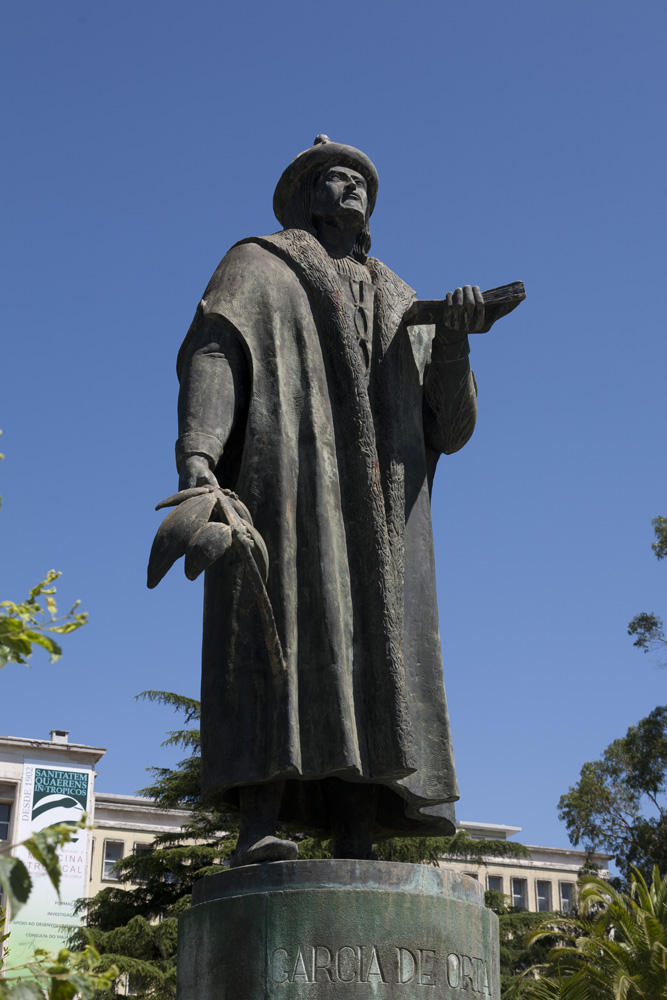
Monumento a Garcia de Orta, 1958, bronze
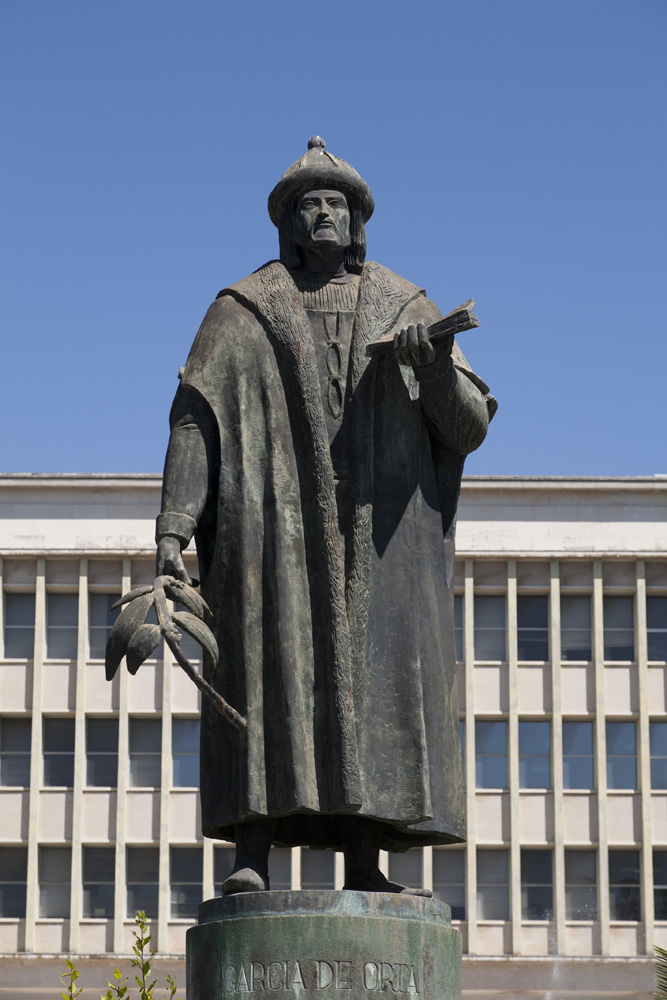
Monumento a Garcia de Orta, 1958, bronze
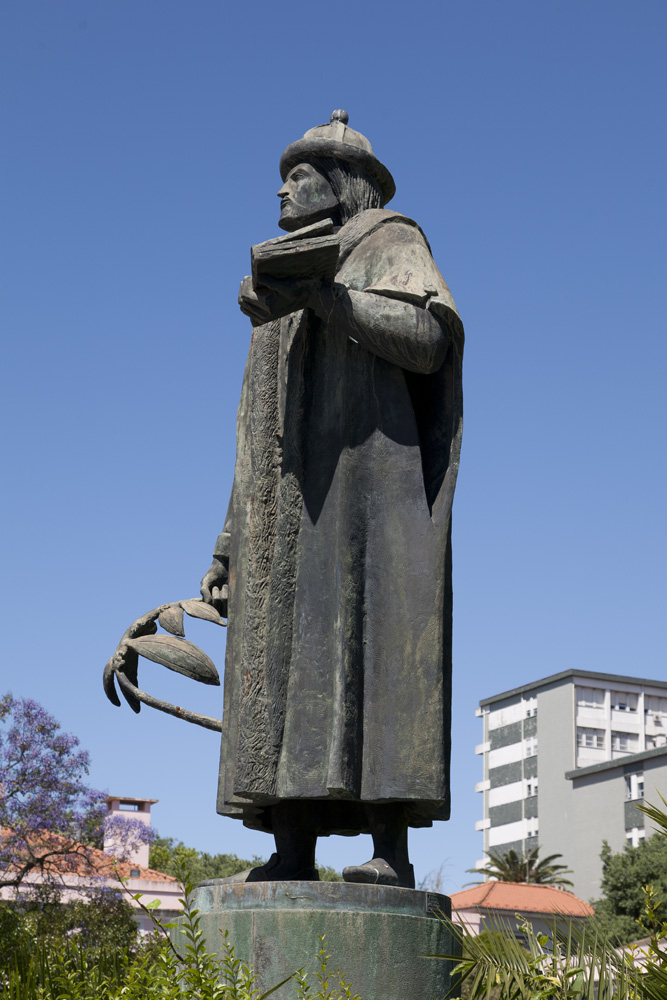
Monumento a Garcia de Orta, 1958, bronze
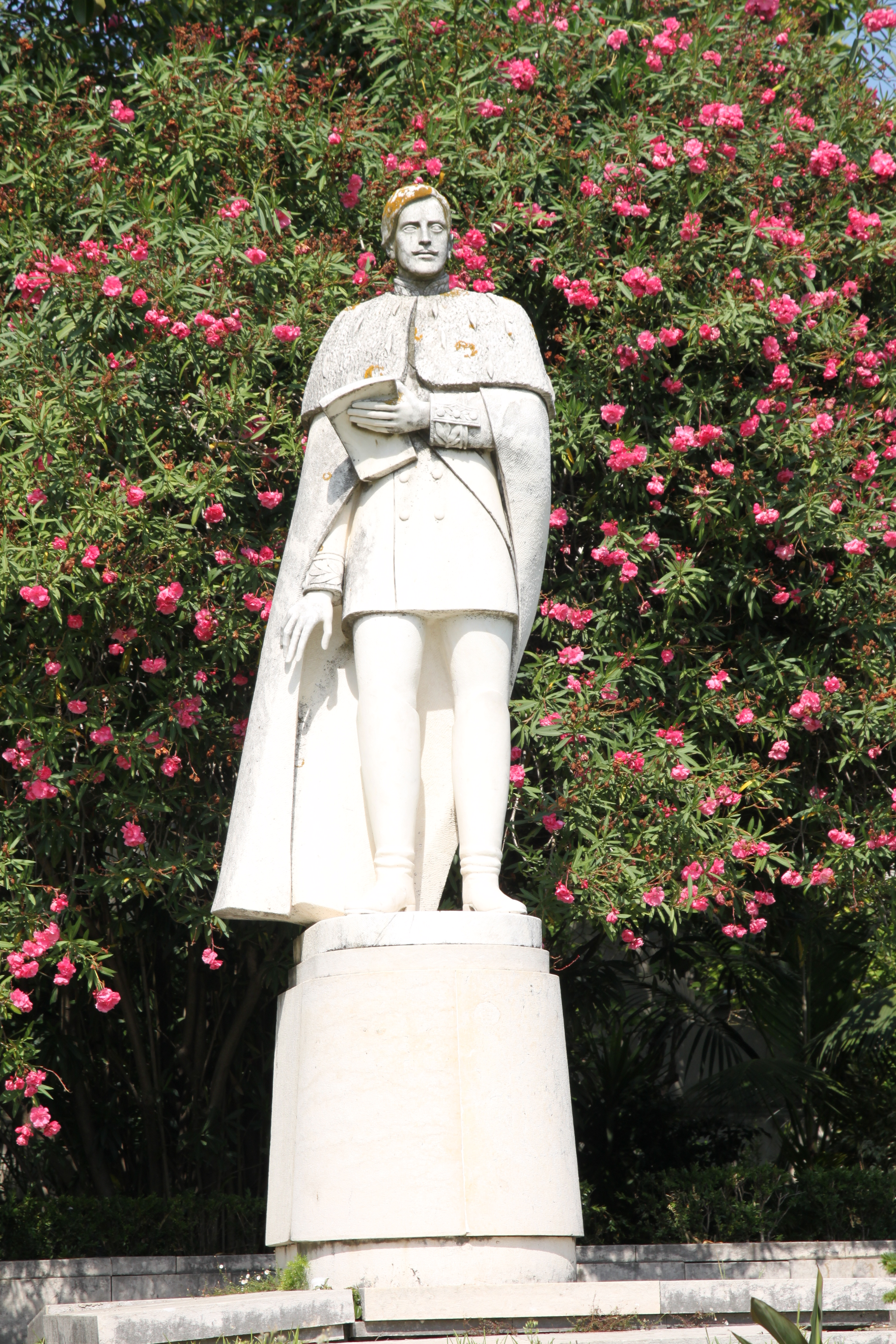
D. Pedro V; Faculdade de Letras da Universidade de Lisboa
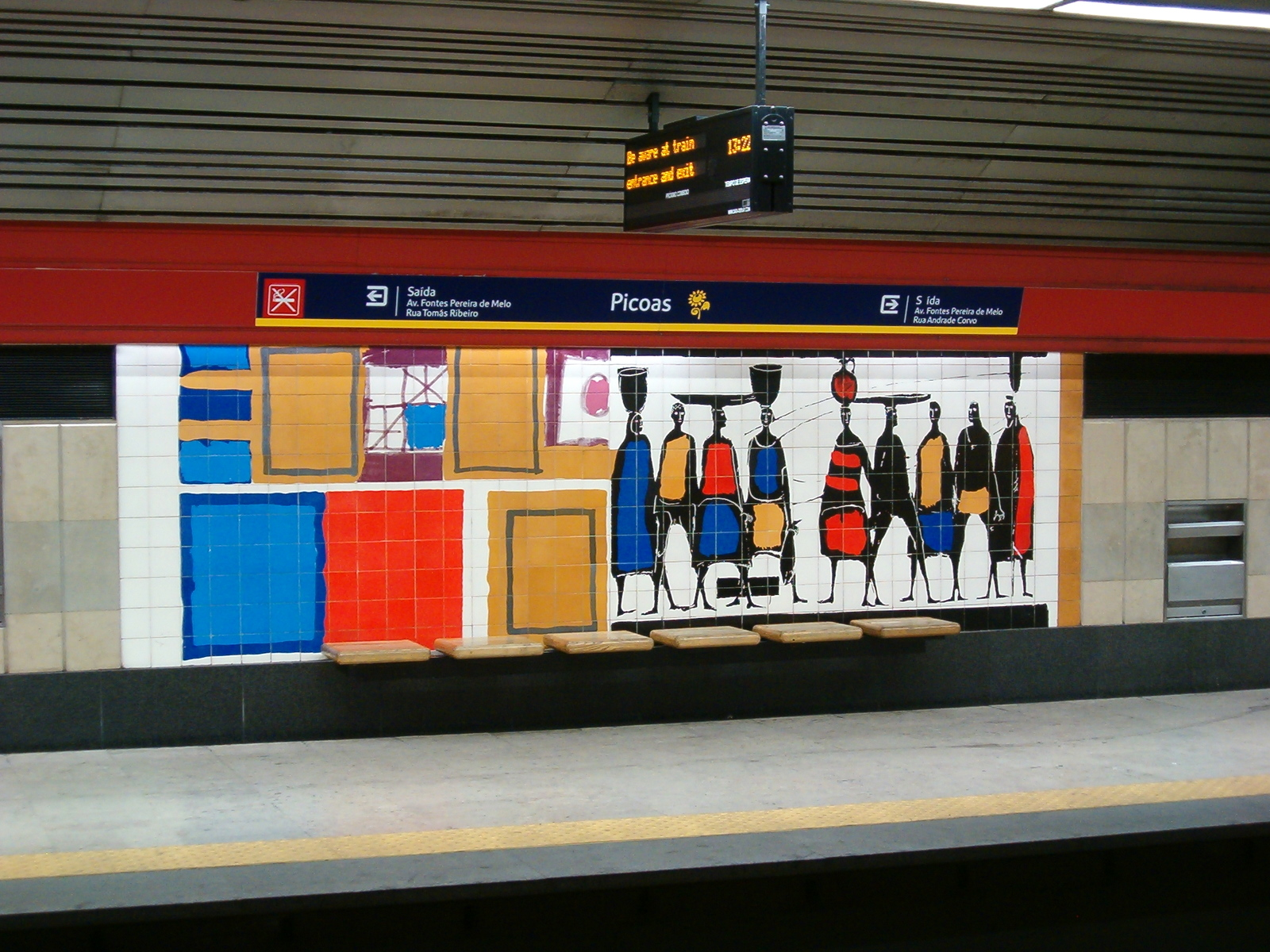
Estação de Metropolitano Picoas, Lisboa
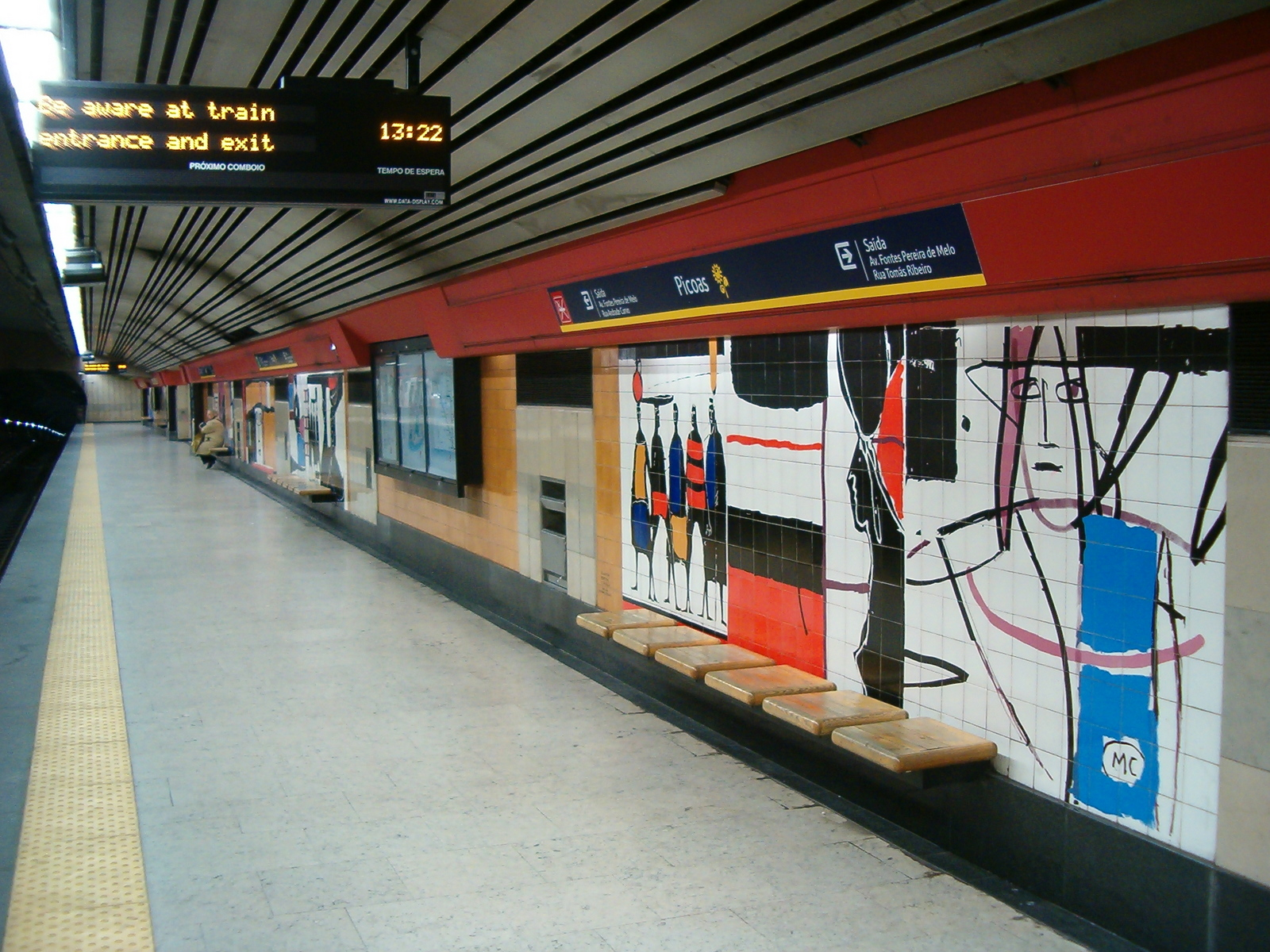
Estação de Metropolitano Picoas, Lisboa